# Dubová (district de Svidník)
Dubová (hongrois : Cseres) est un village de Slovaquie situé dans la région de Prešov.

## Histoire
Première mention écrite du village en 1355.

## Démographie

### Évolution de la population
| Année:               | 1994. | 2004.   | 2014.   | 2024.    |
| -------------------- | ----- | ------- | ------- | -------- |
| Nombre de personnes: | 240   | 227     | 223     | 195      |
| Différence:          |       | -5,41 % | -1,76 % | -12,55 % |

| Année:               | 2023. | 2024.  |
| -------------------- | ----- | ------ |
| Nombre de personnes: | 200   | 195    |
| Différence:          |       | -2,5 % |